# روداب بالا (غرمسار كرمان)
روداب بالا (بالفارسية: روداب بالا) هي منطقة سكنية تقع في إيران في قسم غرمسار الریفي. يقدر عدد سكانها بـ 343 نسمة بحسب إحصاء 2016.